# Жденевка
Жде́невка (укр. Жденівка) — река в пределах Мукачевского района Закарпатской области (Украина), правый приток Латорицы. Протекает через сёла Ростока, Збыны, Пашковцы, Перекрёстный, Кичерный и посёлок Ждениево.

## Описание
Длина 25 км, площадь бассейна 150 км². Долина реки V-образная, шириной от 50‒200 до 400 м (в нижнем течении). Русло слабоизвивистое, ширина от 6‒10 до 32 м. Уклон реки 20 м/км.
Правый приток реки — ручей Пашковский.
Воду используют для бытовых потребностей.